# 闵泳敦
闵泳敦（민영돈，1863年—1919年），字士吉，本貫驪興閔氏，朝鲜王朝以及大韓帝國時期的外戚、外交官。

## 经历
閔泳敦是明成皇后族姪、純明孝皇后族兄，嗣父閔奭鎬是仁顯王后三弟閔鎮永的第六代子孫，生父閔建鎬出自驪興閔氏旁支。
1886年閔泳敦中进士，曾任翰林、侍講院說書等職，朝鮮王朝末年官至東萊府尹。大韓帝國建立後，曾擔任多國特命全權公使：1898年受命前往俄、法、奧等國兼公使事務，1901年在義大利王國兼駐英國公使等。返國後，又曾歷任掌禮院少卿、宮內府特進官、侍講院副詹事、江原道觀察使等職，1909年任奎章閣祗候官；1910年4月19日賜八卦章，升正二品，同年8月28日任奎章閣提學。

## 女儿婚事
1907年3月12日，韓國皇室为英親王李垠擇偶並舉行初揀擇，闵泳敦的女儿閔甲完入選；不過李垠不久後被送往日本。同一年朝鮮純宗即位，派尚宮把定婚信物送到闵宅，期望之後再舉行婚禮；結果1918年，李王家不得不破除婚約，日本皇族方子女王被選為李垠的世子妃，並在同年11月12日行嘉禮。日本人威脅闵家解除婚约，要求在一年內必須給女兒另擇對象，不然父女都要問罪，闵泳敦因而酗酒，在同年十二月三日（合陽曆1919年1月4日）過世。

## 家庭
- 嗣父：閔奭鎬（1837－1860），贈嘉善大夫
- 嗣母：貞夫人全義李氏（1836－1918）
- 生父：閔建鎬（1845－1909），官至連山縣監、公州兵馬僉節制都尉、通政大夫
- 生母：淑夫人寶城吳氏（1841－1869）
- 元配：贈貞夫人宜寧南氏（1863－1890），南廷鵬之女
  - 長女：閔氏，夫李應九（牛峰李氏）是李泰用子、陸軍正尉[22]
    - 外孫：李丙勳，娶潘南朴氏（朴明緒女）[22]
    - 外孫：李丙穆
    - 外孫：李丙郁
- 繼室：貞夫人全州李氏（1870－1928），生父李元儀[23]，本名李起敦（이기돈）[21]
  - 長子：閔千植（민천식，1906－1969），1937年娶坡平尹氏出身的尹丁順（윤정순，1917－1968）為妻
    - 長孫：閔丙輝（민병휘，1941－），娶密陽朴氏
      - 長曾孫：閔尚基（민상기，1973－）
      - 曾孫：閔成基（민성기，1976－）
      - 曾孫女：閔永善（민영선，1972－）

    - 次孫：閔丙頊（민병욱，1947－），娶東萊鄭氏
      - 曾孫：閔正基（민정기，1976－）
      - 曾孫女：閔永珠（민영주，1980－）

    - 孫女：閔丙順（민병순，1936－1984）[24][25]

  - 次子：閔萬植（민만식，1909－1935）
  - 次女：淑夫人驪興閔氏（1892－1911），夫尹正燮，尹正燮元配、尹德榮的兒媳；早逝無子女[26]
  - 三女：閔甲完（민갑완，1897－1968），終身未婚。
  - 四女：閔萬順（민만순，1911－？），夫金翼漢（新安東金氏）；有二子二女[27][28]